# FC Honka
FC Honka (poznat i pod nazivom Esport Honka) je finski nogometni klub iz grada Espoo. Klub je osnovan 1957. godine, a u natječe se u prvom razredu nogometnih natjecanja u Finskoj - Veikkausliigi. Prije promjene imena u FC Honka u 1975. godini, klub se zvao Tapion Honka. Klub u svojoj riznici ima osvojen finski kup te tri finska liga kupa. Igraju na stadionu Tapiolan urheilupuisto koji može primiti 4.100 gledatelja.

## Vanjske poveznice
- Službene stranice kluba